# 御機嫌如何
『御機嫌如何』（ごきげんいかが）は、中島みゆきの21作目のシングル。1987年10月5日にポニーキャニオンよりリリースされた。

## 解説
「御機嫌如何」は1994年から1995年にかけて、郵政省『かもめ〜る』のCMソングとして使われた曲である。
アルバム『中島みゆき』に収録されているものは、ミックス違いのアルバムバージョンであり、シングルバージョンは『Singles II』において初収録となった。また、2007年のコンサートツアー『中島みゆきコンサートツアー2007』では、本曲が最初に歌われている。
「シュガー」は1992年のベストアルバム『中島みゆき BEST SELECTION II』の一曲として選ばれており、1991年開催の『夜会 VOL.3 KAN(邯鄲)TAN』でも歌われた。こちらも「御機嫌如何」同様『Singles II』に収録されている。
8cmシングルのジャケットは、バーコードが印刷されていたオリジナル17cmシングルの5cmほどの折込部分が強調されている。『Singles II』での歌詞カードでも確認できる。
2022年11月28日にこのシングルは、ヤマハミュージックコミュニケーションズにより、ジャケット画像はEPレコード盤でデジタル・ダウンロード配信された。

## 収録曲

### EPレコード / 8cmCD
| 全作詞・作曲: 中島みゆき、全編曲: 椎名和夫。 |                |            |            |
| #                                            | タイトル       | 作詞       | 作曲・編曲 |
| 1.                                           | 「御機嫌如何」 | 中島みゆき | 中島みゆき |
| 2.                                           | 「シュガー」   | 中島みゆき | 中島みゆき |

### CT
| 全作曲: 中島みゆき、全編曲: 椎名和夫。 |                                      |            |            |
| #                                      | タイトル                             | 作詞       | 作曲・編曲 |
| 1.                                     | 「御機嫌如何」                       | 中島みゆき | 中島みゆき |
| 2.                                     | 「御機嫌如何」(オリジナル・カラオケ) |            | 中島みゆき |

| 全作曲: 中島みゆき、全編曲: 椎名和夫。 |                                    |            |            |
| #                                      | タイトル                           | 作詞       | 作曲・編曲 |
| 1.                                     | 「シュガー」                       | 中島みゆき | 中島みゆき |
| 2.                                     | 「シュガー」(オリジナル・カラオケ) |            | 中島みゆき |

## 楽曲の収録アルバム
- 中島みゆき (#1, アルバムバージョン)
- 中島みゆき BEST SELECTION II (#2)
- Singles II (#1,2)
- 歌旅 -中島みゆきコンサートツアー2007- (#1, ライブバージョン)